# Bembidion longipes
Bembidion longipes es una especie de escarabajo del género Bembidion, familia Carabidae. Fue descrita científicamente por K. Daniel en 1902.
Habita en Austria, Francia, Alemania, Italia, Eslovenia, España y Suiza.